# Ahmet Davutoğlu
Ahmet Davutoğlu (* 26. února 1959 Taşkent, Turecko) je turecký politik, politolog, akademik a diplomat. Od 28. srpna 2014 do 24. května 2016 zastával úřad předsedy vlády Turecka. V minulosti působil jako vrchní poradce tureckého premiéra a byl také ministrem zahraničních věcí v kabinetu Recepa Tayyipa Erdoğana.
V prosinci 2019 založil novou politickou stranu nazvanou Strana budoucnosti a stal se jejím prvním lídrem.
Je ženatý a má pět dětí.